# Гоце Калайджията
Гоце (Гоцо) Калайджията е български революционер, деец на Вътрешната македоно-одринска революционна организация.

## Биография
Гоце Калайджията е роден в град Енидже Вардар (Па̀зар), тогава в Османската империя, днес Яница в Гърция. Той и Тодор Никезов минават в нелегалност и стават четници на Апостол Петков в Ениджевардарското езеро.
През 1908 година участва в спречкването между български и гъркомански четници в Гюпчево, в което загиват Христо Митов и друг гъркоманин, както и той самият. Трупът му е отнесен обратно в Енидже Вардар и е тържествено погребан от българското множество.